# Sphaerulina lepidiotae
Sphaerulina lepidiotae är en lavart som först beskrevs av Martino Anzi, och fick sitt nu gällande namn av Edvard(Edward) August Vainio. Sphaerulina lepidiotae ingår i släktet Sphaerulina, och familjen Mycosphaerellaceae. Arten är reproducerande i Sverige.